# 拉韦尔内勒
拉韦尔内勒（法語：La Vernelle，法語發音：[la vɛʁnɛl]）是法国安德尔省的一个市镇，位于该省西北部，属于沙托鲁区。

## 地理
拉韦尔内勒（47°14'53"N, 1°32'35"E）面积17.08 平方千米，位于法国中央-卢瓦尔河谷大区安德尔省，该省份为法国中部省份，北起卢瓦-谢尔省，西北接安德尔-卢瓦尔省，西南接维埃纳省，南至克勒兹省和上维埃纳省，东临谢尔省。
与拉韦尔内勒接壤的市镇（或旧市镇、城区）包括：沙布里、丰格南、瓦勒富宗、默讷、谢尔河畔塞勒。

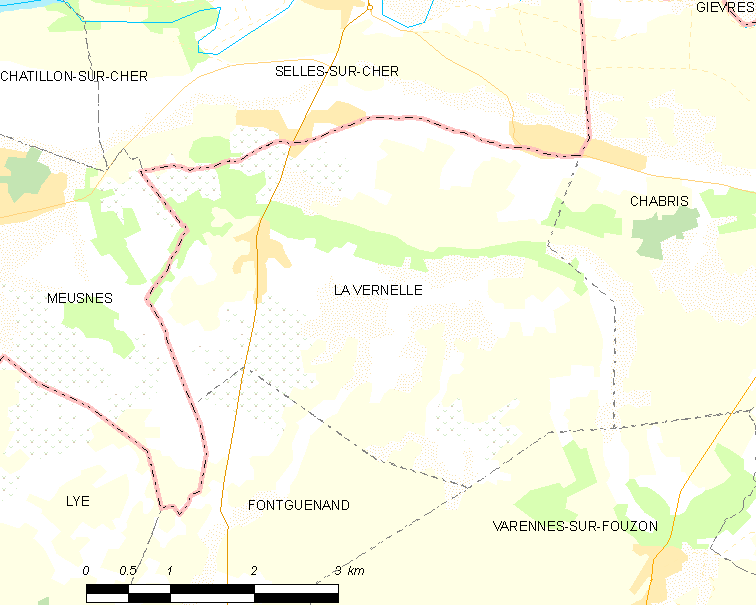
拉韦尔内勒的OSM定位图

拉韦尔内勒的时区为UTC+01:00、UTC+02:00（夏令时）。

## 行政
拉韦尔内勒的邮政编码为36600，INSEE市镇编码为36233。

## 政治
拉韦尔内勒所属的省级选区为瓦朗赛县。

## 人口

1962-2008年间拉韦尔内勒人口变化图示

拉韦尔内勒于2022年1月1日时的人口数量为799人。